# NGC 966
NGC 966 é uma galáxia elíptica (E-S0) localizada na direcção da constelação de Cetus. Possui uma declinação de -19° 52' 54" e uma ascensão recta de 2 horas, 31 minutos e 47,1 segundos.
A galáxia NGC 966 foi descoberta em 1886 por Frank Leavenworth.